# Palazzo Sommariva
Palazzo Sommariva, noto anche come palazzo Ghisi, è un palazzo nobiliare di Lodi, sito nel centro storico della città lungo il Corso Roma.

## Storia
Il palazzo venne eretto su progetto di Piergiacomo e Michele Sartorio sull'area già occupata da vecchi edifici di proprietà da tempo immemore della famiglia Sommariva, una delle più antiche e importanti della città.
Durante l'epoca napoleonica il palazzo fu sede del Commissario del Popolo; qui l'11 maggio 1796, giorno seguente alla battaglia del Ponte di Lodi, il Conte Francesco Melzi d'Eril consegnò a Napoleone le chiavi della città di Milano.
Nel 2012 ebbero inizio i lavori di restauro del palazzo, destinato a ospitare la sede di Banca Centropadana; i lavori si conclusero nel 2016.

## Caratteristiche

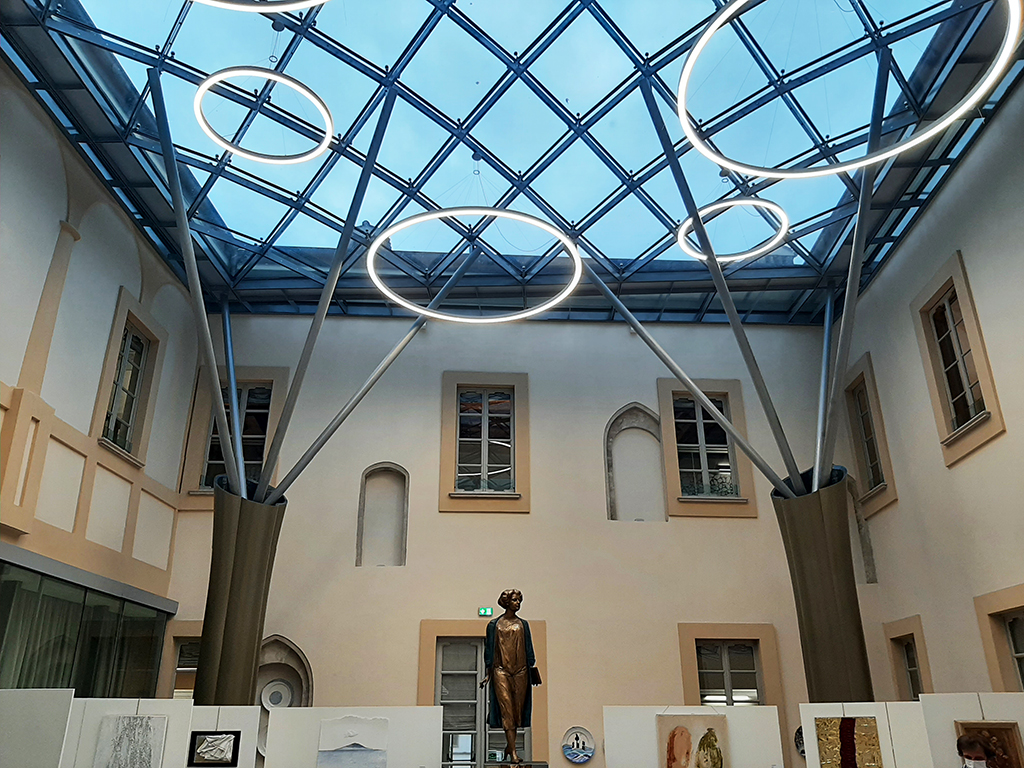
Il cortile interno

Il palazzo, di linee severe ed eleganti, conta tre piani, articolati intorno a un cortile interno porticato.
Nella facciata, simmetrica, spicca il portale centrale sormontato da un balcone con ringhiera in ferro battuto.
All'interno notevole lo scalone d'onore, decorato da stucchi barocchi.

### Fonti
- Vittorio Bottini, Alessandro Caretta e Luigi Samarati, Lodi – Guida artistica illustrata, Lodi, Edizioni Lodigraf, 1979,  p. 48, ISBN non esistente, SBN MIL0525383.
- Giorgio Lise, Lodi, i palazzi. Cortili, portali, facciate, Lodi, Lodigraf, 1987,  p. 144, ISBN non esistente, SBN LO10760948.

### Testi di approfondimento
- Chiara Canevara, Un palazzo, una storia. Dai Sommariva ad oggi, Banca Centropadana, 2016, SBN PAV0120911.